# María Teresa de Vega
María Teresa de Vega (San Cristóbal de La Laguna) es una escritora y poeta española. Es hija del también escritor Isaac de Vega que formó parte del grupo fetasiano.

## Trayectoria
Es una escritora que ha incursionado en la narrativa y la poesía. Nació en San Cristóbal de La Laguna, Tenerife en cuya universidad se licenció en Filología Románica. A su formación contribuyeron unos años cursados en la Escuela de Bellas Artes de Santa Cruz de Tenerife. Ha sido profesora de Lengua y Literatura Española en centros de enseñanza de Tenerife y Madrid.
Ha publicado cuatro poemarios, Perdonen que hoy no esté jovial (2001), Cerca de lo lejano (2006), Mar cifrado (2009) y Necesidad de Orfeo (2015); dos libros de relatos, Perdidos en las redes (2000) y Sociedad sapiens (2005); y tres novelas, Niebla solar (2009), Merodeadores de orilla (2012) y Divisa de las hojas (2014).
La prosa de María Teresa de la Vega ha sido calificada por el escritor y profesor de literatura Damián H. Estévez como "poética, en esencia lírica y narrativa en lo imprescindible. Porque tan importante para la composición de los personajes son los hechos que le ocurren, las conversaciones que sostienen, como la introspección a la que la autora nos invita a través de su estilo". El escritor y crítico Daniel María sentenció sobre la novela Merodeadores de orilla: "La novela contiene pasajes que abarcan el ensayo o la disertación filosófica y pasajes que envuelven la prosa poética de un impulso surrealizante".
Ha sido incluida dentro del grupo de escritores G21. Su obra Divisa de las hojas fue seleccionada dentro del proyecto Santa Cruz, ciudad leída. Participó en el ciclo Entre Palabras.

## Publicaciones

### Novela
- Niebla solar (2009), Editorial Baile del sol. ISBN 978-84-92528-71-4.
- Merodeadores de orilla (2012), Ediciones Aguere-Idea. ISBN 978-84-9941-804-9.
- Divisa de las hojas (2014), Ediciones Aguere-Idea. ISBN 978-84-16143-41-2.
- El doble oscuro (2018), Ediciones Nace

### Relato
- Perdidos en las redes (2000), Editorial Benchomo. ISBN 84-85896-65-2.
- Sociedad sapiens (2005), Editorial Baile del sol. ISBN 84-96225-52-6.

### Poesía
- Perdonen que hoy no esté jovial (2001), Editorial Benchomo. ISBN 84-95657-38-4.
- Cerca de lo lejano (2006), Editorial Benchomo. ISBN 84-95657-01-1.
- Mar cifrado (2009), Ediciones Idea. ISBN 978-84-8382-976-9.
- Necesidad de Orfeo (2015), Escritura entre las nubes. ISBN 978-84-16385-33-1.